# Exit 13
Exit 13 – dwunasty i jednocześnie ostatni studyjny album amerykańskiego rapera LL Cool J-a dla wytwórni Def Jam Recordings, w której wydawał albumy od 20 lat. Pierwotnie kompozycja miała tytuł Todd Smith Pt. 2: Back to Cool. Album został wydany 9 września, 2008 roku.
Gościnnie występują tacy artyści jak 50 Cent, Sheek Louch, Fat Joe, Ryan Leslie, Wyclef Jean, The-Dream, Lil Mo, KRS-One, Funkmaster Flex, Richie Sambora i Darlisa Blackshere.

## Single
Nieoficjalnym singlem był utwór "Rockin' with the G.O.A.T.", premiera odbyła się 20 czerwca, 2008 r.
Pierwszym oficjalnym singlem został utwór "Baby" z gościnnym udziałem The-Dream. Został wydany 1 lipca, 2008 r. Drugim singlem był utwór "Feel My Heart Beat" z udziałem 50 Centa. Singiel nie znalazł się w notowaniu Billboard Hot 100.

## Lista utworów
| Nr | Tytuł                                                           | Producent                  | Goście                                                 | Czas |
| -- | --------------------------------------------------------------- | -------------------------- | ------------------------------------------------------ | ---- |
| 1  | "It’s Time for War"                                             | Suits & Ray Burghardt      |                                                        | 5:06 |
| 2  | "Old School New School"                                         | Ryan Leslie                |                                                        | 3:41 |
| 3  | "Feel My Heart Beat"                                            | The Dream Team             | 50 Cent                                                | 3:21 |
| 4  | "Get Over Here"                                                 | Frado & Absolut            | It's Ya Girl Nicolette, Jiz, Lyrikal, & Ticky Diamondz | 5:49 |
| 5  | "Baby"                                                          | Tricky Stewart             | The-Dream                                              | 4:01 |
| 6  | "You Better Watch Me"                                           | Marley Marl & M.Will       |                                                        | 4:20 |
| 7  | "Cry"                                                           | Raw Uncut                  | Lil' Mo                                                | 4:15 |
| 8  | "Baby (Rock Remix)"                                             | Suits & Ray Burghardt      | Richie Sambora                                         | 3:08 |
| 9  | "Rocking with the G.O.A.T."                                     | DJ Scratch                 |                                                        | 3:43 |
| 10 | "This Is Ring Tone M..."                                        | DJ Scratch                 | Grandmaster Caz                                        | 2:52 |
| 11 | "Like a Radio"                                                  | Ryan Leslie                | Ryan Leslie                                            | 3:34 |
| 12 | "I Fall in Love"                                                | Suits & Ray Burghardt      | Élan of the Dey                                        | 3:57 |
| 13 | "Ur Only a Customer"                                            | Dame Grease & Music Mystro |                                                        | 2:18 |
| 14 | "Mr. President"                                                 | Suits & Ray Burghardt      | Wyclef Jean                                            | 4:35 |
| 15 | "American Girl"                                                 | Illfonics                  | Mark Figueroa                                          | 4:26 |
| 16 | "Speedin' on da Highway/Exit 13"                                | Suits & Ray Burghardt      | Funkmaster Flex                                        | 4:49 |
| 17 | "Come and Party with Me"                                        | Illfonics                  | Fat Joe & Sheek Louch                                  | 4:37 |
| 18 | "We Rollin'"                                                    | Cue Beats                  |                                                        | 3:03 |
| 19 | "Dear Hip Hop"                                                  | StreetRunner               |                                                        | 4:28 |
| 20 | "New York, New York (Interlude)" (Japonia & iTunes Bonus Track) | Kander and Ebb             |                                                        | 0:18 |
| 21 | "New York" (Japonia & iTunes Bonus Track)                       | Suits & Ray Burghardt      |                                                        | 4:28 |

## Notowania
| Notowania (2008)                      | Najwyższa pozycja |
| ------------------------------------- | ----------------- |
| Canadian Albums Chart                 | 61                |
| U.S. Billboard 200                    | 9                 |
| U.S. Billboard Top R&B/Hip-Hop Albums | 3                 |
| U.S. Billboard Top Rap Albums         | 2                 |